# هاروتیون آلامداریان
هاروتیون (گئورگ) مانوکی آلامداریان (ارمنی: Հարություն (Գևորգ) Մանուկի Ալամդարյան) (زاده ۲۵ ژانویه [سبک قدیمی: ژانویه ۱۴] ۱۷۹۵ - درگذشته ۶ ژوئن [سبک قدیمی: ۲۵ مه] ۱۸۳۴) یک شاعر، معلم و یک فعال اجتماعی-سیاسی پرکار ارمنی بوده است.
آلامداریان از پیشگامان آموزگاری در نخستین موسسات آموزشی دوران روشنگری تاریخ ملت ارمنی، یعنی «مدرسه نرسِیسیان تفلیس» و «آموزشگاه لازاریان مسکو» بشمار می‌رفت. همچنین وی از مؤلفان کتب درسی برای آموزشگاه‌های یاد شده بود.

## زندگی
وی در ۲۵ ژانویهٔ ۱۷۹۵ در آستراخان به دنیا آمد. در سال ۱۸۱۳ از علمداریان دعوت شد تا اولین مدیر آموزشگاه لازاریان باشد. همچنین وی در بین سال‌های ۱۸۲۴–۱۸۳۰، مدیر مدرسه ارمنی نرسیسیان در تفلیس بود. در سال ۱۸۳۰ به خاطر حمایت از «جاثلیق نرسس پنجم» وی به «صومعه هاقپات» تبعید شد. هاروتیون آلامداریان در بین سال‌های ۱۸۳۲–۱۸۳۴، در کلیسای صلیب مقدس شهر Nakhichevan-on-Don می‌زیست جایی که وی در ۶ ژوئن ۱۸۳۴ در سن ۳۹ سالگی در آنجا کشته شد.
وی همچنین معلم خاچاطور آبوویان و استپانوس نازاریان بوده است.
کتاب «دستور زبان ارمنی-روسی» و «فرهنگ روسی به ارمنی» از جمله تالیفات آموزشی-فرهنگی اوست. وی تعدادی اشعار نیز سروده است.